# フェアウェイ

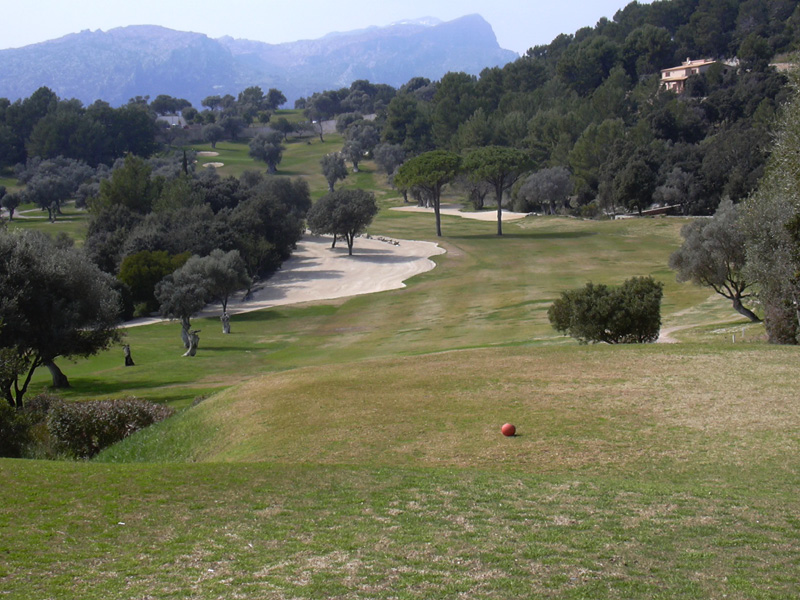
フェアウェイ

フェアウェイ（英語: Fairway）は、ゴルフにおけるコースの一要素である。短く刈り込まれた芝で構成されており、ここからは打ちやすい。またボールが落ちた場合、よく弾み、よく転がる性質がある。

## 概要
もっともオーソドックスなゴルフのプレイでは、打球をフェアウェイにとどめるように進行する。このことを「フェアウェイをキープする」と述べる。いくら飛距離に自信があるゴルファーであっても、フェアウェイをキープできないようでは未熟とされる。
フェアウェイをキープし損なうよくあるケースは、いったんフェアウェイに落ちたボールが延々と転がり続けてラフやハザードに達してしまうということである。一般的に、ウッドによって打ち出されたボールはよく転がる性質があり、落下地点とその先の傾斜の組み合わせでこのようなケースに陥ると考えられる。もっとも、コースの設計者は意図的にそうなるように仕込むこともしばしばあるわけである。
フェアウェイを上手くキープできるようになると、「フェアウェイウッド」と呼ばれるクラブを積極的に用いることができるようになる。フェアウェイウッドは1990年代以降愛好者が徐々に増える傾向にあり、製品のラインナップも充実している。しかし、前述のケースを回避できないゴルファーにとっては好ましくない。
コースの設計においてフェアウェイは最も重要な要素である。一概にはいえないが、フェアウェイの幅や面積の割合が狭いコースは難しいとされる。たとえ広くとも、傾斜が強いなら難しさが増す。